# Hrobice (kraj zliński)
Hrobice – gmina w Czechach, w powiecie Zlin, w kraju zlińskim. Według danych z dnia 1 stycznia 2012 liczyła 210 mieszkańców.
Zobacz też:
- Hrobice